# Belvosia barbosai
Belvosia barbosai är en tvåvingeart som beskrevs av Cortes och Campos 1971. Belvosia barbosai ingår i släktet Belvosia och familjen parasitflugor. Inga underarter finns listade i Catalogue of Life.